# 金柅园、绣花楼
金柅园、绣花楼位于中国江西省抚州市临川区抚州一中内，原为知府衙门后花园，得名于《易经》八卦，清末仅存金柅亭、绣花楼。民国时期知府衙门改建为学校，即成为校中一景。1985年公布为抚州市文物保护单位。